# Агра (Италия)
Вижте пояснителната страница за други значения на Агра.
А̀гра (на италиански и на ломбардски: Agra) е село и община в Северна Италия, провинция Варезе, регион Ломбардия. Разположено е на 650 m надморска височина. Населението на общината е 399 души (към 2017 г.).